# The Germs
The Germs foi uma banda de punk rock formada em 1977 em Los Angeles, Estados Unidos. Seu compacto de 1977, "Forming/Sexboy" é atribuído como a primeira gravação de punk rock de Los Angeles.

## Histórico
O grupo era formado pelo vocalista Darby Crash, o guitarrista Pat Smear, baixista Lorna Doom e pelo baterista Don Bolles. Eles gravaram vários compactos e, em 1979, gravaram o álbum (GI), o único album de estúdio da banda.
Após a realização do único disco em estúdio, (GI), o The Germs gravou seis canções originais com o lendário produtor Jack Nitzsche para a trilha sonora do filme, Cruising (de 1980), estrelado por Al Pacino. Lorna compôs uma das canções. Apenas "Lion's Share," que finaliza o LP da Columbia aparece sendo interpretada pelo grupo no filme, durante a cena de um assassinato num clube de Nova Iorque. As outras composições gravadas não apareceriam até 1988, quando quatro faixas foram mostradas ao público, gravadas no famoso último show do grupo em Starwood em 1980. As sessões para Cruising foram finalmente distribuidas oficialmente no CD "(MIA): The Complete Recordings."
Encerraram sua atividades em 1980, devidos aos excessos de Crash, viciado em drogas. Darby Crash suicidou-se nesse mesmo ano através de uma overdose "planejada" de heroína, juntamente com sua namorada, Casey "Cola" Hopkings, cujo bilhete suicida afirmara ter feito um "pacto de morte" com Casey, que acabou sobrevivendo.
Pat Smear passou a ter maior notoriedade tocando com Nirvana e Foo Fighters.

## Discografia

### Álbuns de estúdio
- (GI) LP (1979, Slash Records)

### Singles
- "Forming"/"Sexboy (ao vivo)" 7" (1977, What? Records)

### EPs
- Lexicon Devil 7" EP (1978, Slash Records)
- What We Do Is Secret 12" EP (1981, Slash Records)
- (DCC) 7" EP (1992, Rockville/Gasatanka Records)

### Álbuns ao vivo
- Germicide (também lançado como Live at the Whisky, First Show Ever) LP (1981, Mohawk/Bomp! Records/ROIR)
- Rock 'N' Rule (1986, XEX Records)

### Coletâneas
- (MIA): The Complete Anthology CD (1993, Slash/Rhino Records)
- Media Blitz (1993, Cleopatra Records)

### Participações
- Tooth and Nail (1979, Upsetter Records)
- Life Is Beautiful So Why Not Eat Health Foods (1981, New Underground Records)
- Trilha sonora de The Decline of Western Civilization LP (1980, Slash Records)